# Youssef Kaifa
Youssef Kaifa (en árabe: يوسف قلفا‎; Hama, Siria, 14 de mayo de 1993) es un futbolista de Siria que juega en las posiciones de mediapunta y extremo. Desde 2022 juega con el Taliya SC de la Liga Premier de Siria.

## Carrera

### Club
| Periodo   | Club             |
| --------- | ---------------- |
| 2011-2015 | Taliya SC        |
| 2015–2017 | Al-Jaish Damasco |
| 2017–2018 | Al-Nasr Kuwait   |
| 2018      | Emirates Club    |
| 2018–2019 | Al-Hazem SC      |
| 2019      | Al-Qadisiyah FC  |
| 2019–2020 | Al-Arabi Kuwait  |
| 2020      | Al-Fahaheel SC   |
| 2020–2021 | Hutteen SC       |
| 2021–2022 | Al-Wahda Damasco |
| 2022–     | Taliya SC        |

### Selección nacional
Kalfa debutó con Siria en un partido amistoso ante Tayikistán el 27 de agosto de 2016, siendo sustituido al minuto 56 por Hamid Mido. Jugaría en seis partidos de la clasificación de AFC para la Copa Mundial de Fútbol de 2018. Su primer gol internacional lo anotó el 16 de noviembre de 2018 en el empate 1-1 ante Omán en un partido amistoso en Mascate.
También jugó en dos partidos de la Copa Asiática 2019 ante Palestina y Jordania.

## Logros
- Liga Premier de Siria (1): 2015/16